# Японская открытка

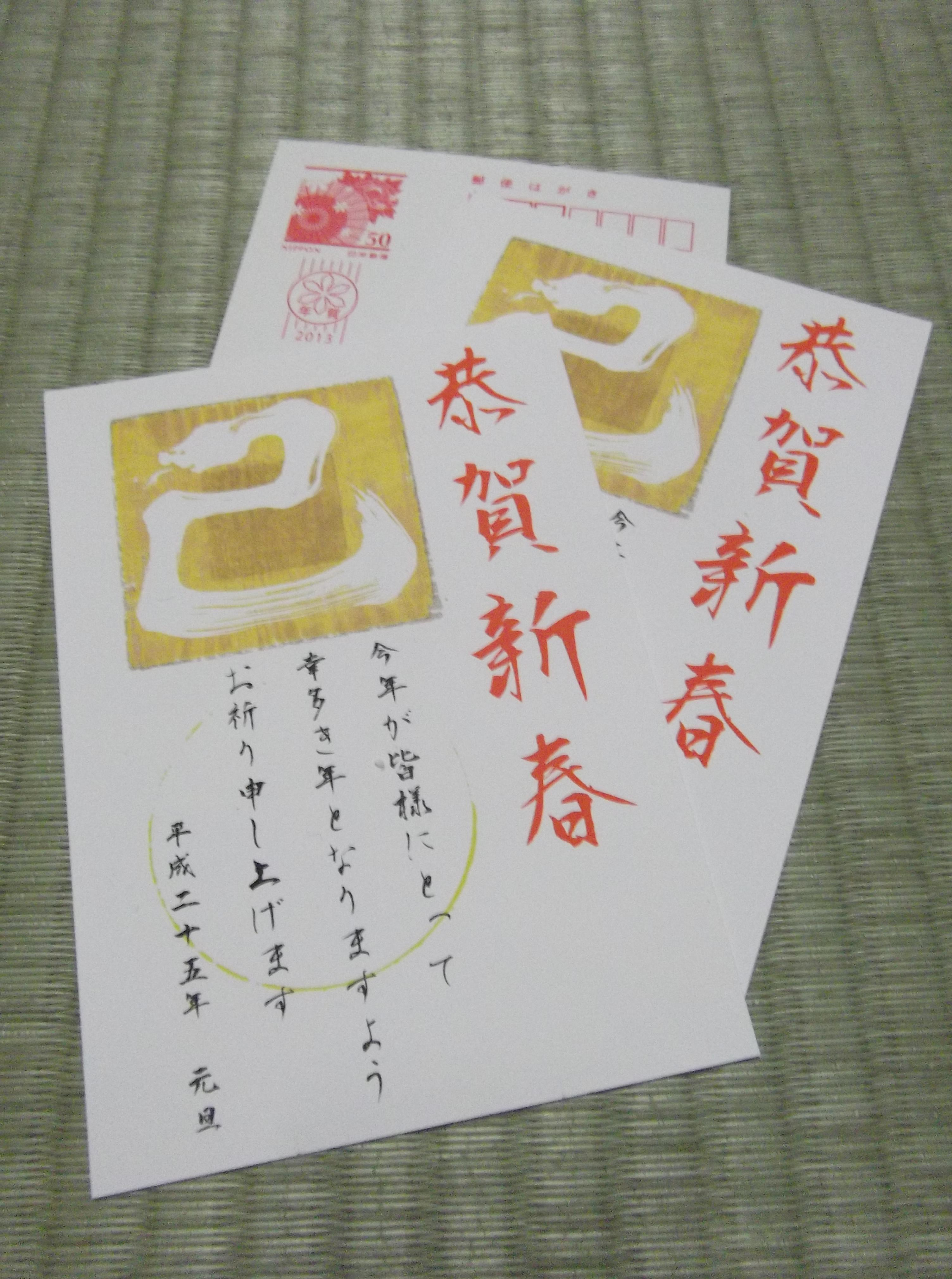
в Японии

Японская открытка — вид традиционной поздравительной открытки Японии. Особое место среди японских открыток занимают новогодние открытки (яп. 年賀状 нэнгадзё:), которые дарятся всем родственникам, друзьям и коллегам на Новый год. Каждая семья получает 50—100 новогодних открыток.
Первая японская открытка появилась в 1876 году (9 году эры Мэйдзи). Первая новогодняя марка была выпущена в 1935 году (12 году эры Сёва). В 2003 году Japan Post продала 4,4 млрд нэнгадзё, а в 2015 году — 3,3 млрд.

## Почтовая сторона
В левой части надпись «Почтовая открытка» с почтовым индексом, марка и (для новогодней открытки) надпись «Новогоднее поздравление» (яп. 年賀 Нэнга) под маркой. Новогодняя открытка содержит символ года по восточному календарю, надпись «С Новым годом» (яп. 謹賀新年 кинга синнэн), «Первый день года» (яп. 元旦 гантан).

### Заполнение
Наиболее распространены открытки для заполнения вертикальным письмом (строки идут справа налево, а запись идёт сверху вниз). В этом случае каждая следующая (считая справа) вертикальная строчка пишется немного ниже предыдущей. Знаки каны немного меньше кандзи.
Реквизиты получателя
Располагаются в крайней правой части и включают: название префектуры (административное деление страны), города, района, квартала, номер дома, а затем более крупными символами фамилию и имя (если положение выше, например, начальник, то указывается и должность) адресата с именным суффиксом (уместные: -сэнсэй (яп. 先生) для обращений к общественным деятелям, -сама (яп. 様) для личных обращений, редко промежуточный вариант -доно (яп. 殿) — «господин», «госпожа»).
Реквизиты отправителя
Располагаются под маркой в крайней левой части и пишутся меньшими символами, чем реквизиты получателя. Имена присоединившихся к поздравлению детей пишутся на первом месте.

## Лицевая сторона

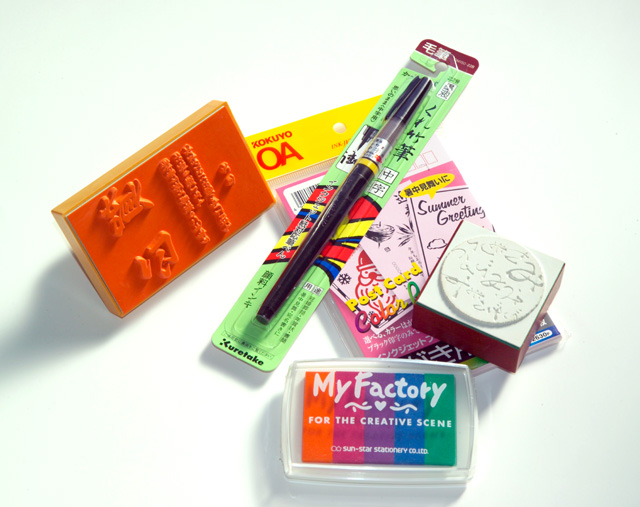
Материалы для создания новогодней открытки

Традиционно на лицевой стороне сочетается текст и изображение. Приветствуется традиционная японская техника создания текста (каллиграфия) и изображения: оригами, киригами, тигири, суримоно (в виде маленькой гравюры) и другие, но прежде всего творческий подход к оформлению.
Пишут обычно вначале поздравления с праздником, затем пожелания. В завершение ставится дата написания (для новогодней, отправлено до Нового года, хотя, желательно, отправлять с 16 по 24 января — 元旦 гантан «начало (Нового) года», независимо от даты написания, так как начало рассылки всё равно начинается после официального открытия сезона 1 января 8 часов утра; если же оно встречное — отправляется до 7 января — дата отправки).

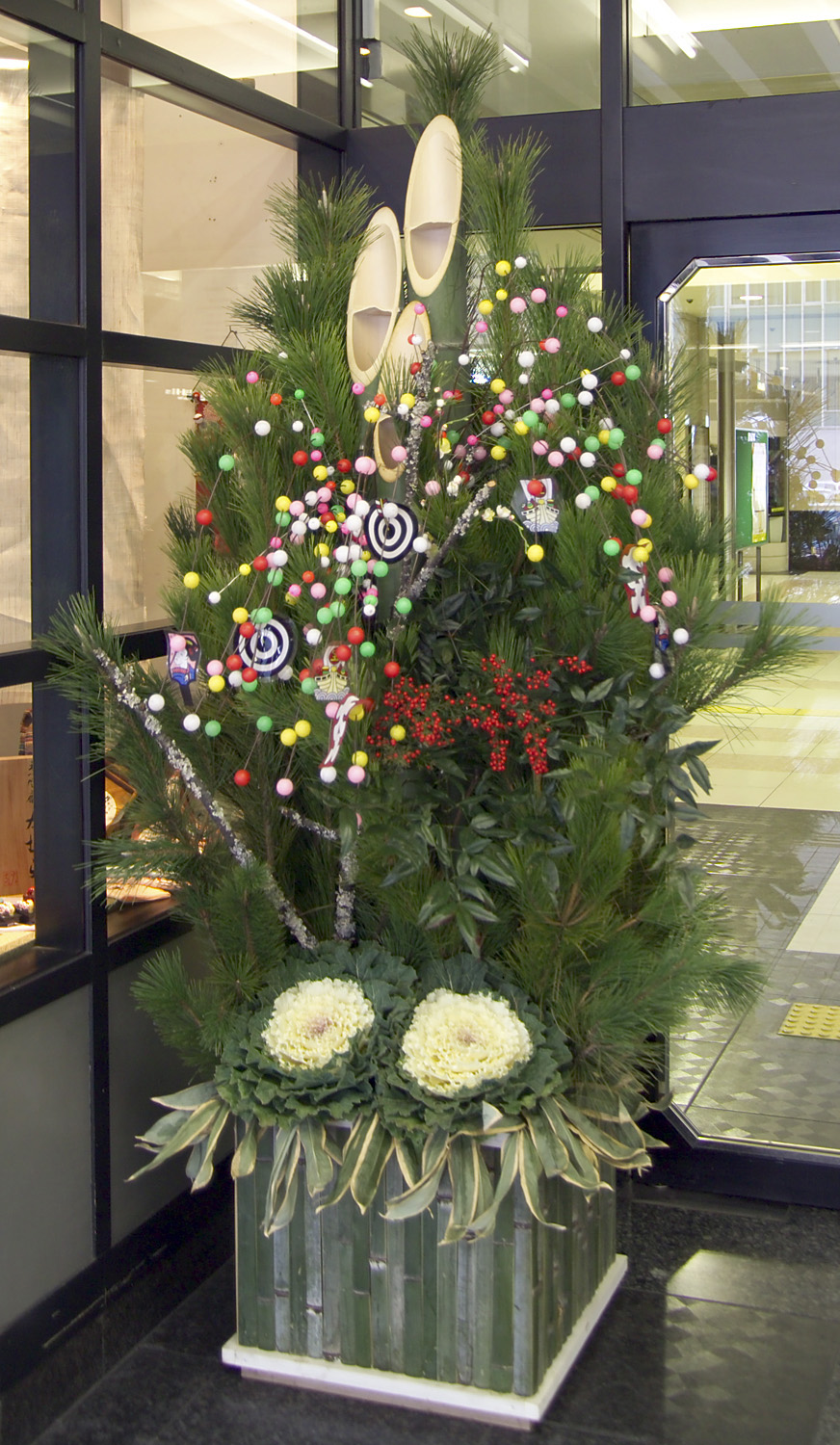
Кадомацу, традиционное японское новогоднее украшение

На новогодних открытках обычно изображено животное — символ года (иногда его иероглиф), а также другие символы:
- черепаха, журавль и олень — символы долголетия[3];
- цветущая японская слива[1] (пожелание благополучия, счастья и долголетия[3]) или сакуру[1], иногда адонис амурский[3], — символы Нового года по японскому календарю), когда наступает весна;
- кадомацу (связка из вечнозелёных растений: ели, бамбука, папоротника и других), новогодние игрушки — символ Нового года[3];
- дарума — символ божества, приносящего счастье[3];
- кораблик (такарабунэ), гружённый рисом и другими сокровищами, с восседающими на палубе семью богами счастья[3];
- веера — символ удачи, которая разворачивается перед человеком, как разворачивается сложенный веер[3].

## Примеры поздравлений и пожеланий

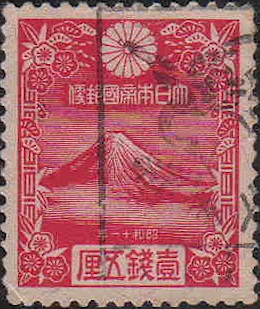
Первая новогодняя марка Японии, 1935(Sc #222)

Новогодние поздравления
| Японский язык                                                 | Русский перевод                                                          |
| ------------------------------------------------------------- | ------------------------------------------------------------------------ |
| 明けましておめでとうございます (акэмаситэ омэдэто: годзаимас) | «С (наступившим) Новым годом»                                            |
| 謹賀新年 (кинга синнэн)                                       | «Почтительно поздравляю с Новым годом»                                   |
| 恭賀新年 (кё:га синнэн)                                       | «Поздравляю с Новым годом»                                               |
| 迎春 (гэйсюн) 賀春 (гасюн) 頌春 (сё:сюн)                      | «С Новым годом», букв. «встречаем весну» «настоящая весна» «слава весне» |
| 賀正 (гасё:)                                                  | «С Новым годом»                                                          |
| 新春のお喜びを申し上げます (Синсюн но о-ёрокоби о мосиагэмас) | «Поздравляю с Новым годом»                                               |

Пожелания
| Японский язык | Русский перевод                                                                           |
| --- | ----------------------------------------------------------------------------------------- |
| 皆様のご健康をお祈り申しあげます (Мина-сама но го-кэнко: о о-инори мо:сиагэмас)                                          | «Молимся за здоровье всех вас»                                                            |
| 本年もどうぞ宜しくお願い申しあげます (Хоннэн мо до:дзо ёросику онэгай мосиагэмас)                                        | «Будьте ко мне добры и в этом году», «Прошу [меня] любить и жаловать и в этом году»       |
| 本年もよろしくね (Хоннэн мо ёросику нэ)                                                                                  | «Прошу [меня] любить и жаловать и в этом году» (менее формально)                          |
| 今年もよい年になりますように (Котоси мо ёй тоси ни наримас ё: ни)                                                        | «Пусть этот год тоже будет хорошим»                                                       |
| 旧年中は大変お世話になりありがとうございました (Кю:нэнтю: ва тайхэн о-сэва-ни нари аригато: годзаимасита)                | «В прошедшем году я был очень вам обязан, спасибо за то, что вы для меня сделали»         |
| 昨年色々のお世話になりました、どうぞ本年も相変らず (Сакунэн ироиро но о-сэва ни наримасита, до:дзо хоннэн о аикаварадзу) | «Я в прошлом году был очень вам обязан, прошу вас не отказать в любезности и в этом году» |
| 今年も仲良く してね / しようね / 一緒に遊ぼうね (Котоси мо накаёку ситэ нэ / сиё: нэ / иссё ни асобо: нэ)                | «И в этом году давайте будем дружить / будем друзьями / вместе будем веселиться»          |